# Хасака (покрајина)
Хасака (арап. الحسكة‎‎ - Muḥāfaẓat al-Ḥasakah) је покрајина на истоку Сирије. Покрајина се на западу граничи са покрајином Рака, на југу са покрајином Дајр ез Заур, на истоку са Ираком, а на сјеверу са Турском. Административно сједиште покрајине је град Хасака.
Други већи градови су Камишли, Дерик и Рас ел Ајн.

## Окрузи покрајине
Окрузи носе имена по својим својим административним сједиштима, а покрајина Хасака их има 4 и то су:
- Камишли
- Маликија
- Рас ел Ајн
- Хасака